# Under The Influence: A Tribute To The Legends Of Hard Rock
Under the Influence: A Tribute to the Legends of Hard Rock —en español: Bajo la Influencia: Un Tributo a las Leyendas del Hard Rock— es el segundo EP de la banda de Metalcore Asking Alexandria. Fue lanzado el 28 de noviembre de 2012, A través de Sumerian Records, que se lanzó exclusivamente con una suscripción a la revista Revolver.

## Lista de canciones
| N.º | Título                                     | Duración |  |
| 1.  | «"Separate Ways"(Journey cover)»           | 5:23     |  |
| 2.  | «"Kickstart My Heart" (Mötley Crüe cover)» | 4:20     |  |
| 3.  | «"Here I Go Again" (Whitesnake cover)"»    | 5:10     |  |
| 4.  | «"Hysteria" (Def Leppard cover")»          | 5:25     |  |
| 5.  | «"Run Free"»                               | 4:13     |  |

### Asking Alexandria
- Sam Bettley – Bajo
- Ben Bruce –Guitarra principal, programación, coros
- James Cassells – Batería y percusión
- Cameron Liddell – Guitarra rítmica
- Danny Worsnop – Voces, programación, teclados, sintetizador